# Arnaldo Di Giovanni
Arnaldo Di Giovanni (Teramo, 21 agosto 1928 – 30 giugno 2012) è stato un politico italiano.

## Biografia
Figura di spicco del Partito Comunista in Abruzzo, fu segretario provinciale di Teramo e membro della commissione centrale. Eletto nel consiglio comunale della città di Roseto degli Abruzzi, fu consigliere provinciale e regionale.
Nel 1979 venne eletto alla Camera per la VIII legislatura e riconfermato nella successiva, rimanendo in carica quindi fino al 1987.
Morì il 30 giugno 2012, all'età di 83 anni.